# Ист-Ренфрушир
Ист-Ренфрушир (англ. East Renfrewshire, гэльск. Siorrachd Rinn Friù an Ear) — один из 32 округов Шотландии. Граничит с округами Ист-Эршир, Норт-Эршир, Глазго-Сити, Саут-Ланаркшир и Ренфрушир.

## Населенные пункты

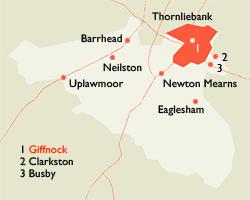
Населенные пункты Ист-Ренфрушира

| - Апломур (Uplawmoor) - Бархед (Barrhead) - Басби (Busby) | - Гифнок (Giffnock) - Иглшем (Eaglesham) - Кларкстон (Clarkston) | - Нилстон (Neilston) - Ньютон-Мернс (Newton Mearns) - Торнлибанк (Thornliebank) |

## Достопримечательности
- Список замков Шотландии